# أندرو بولتون
أندرو بولتون (بالإنجليزية: Andrew Bolton)‏ هو أمين متحف أمريكي، ولد في 1966 في بلاكبرن في المملكة المتحدة.